# Championnat d'Europe de football des moins de 19 ans 2008 (tour de qualification)
52 équipes sont entrées dans le tour de qualification pour le Championnat d'Europe de football des moins de 19 ans 2008 en République tchèque. Il y avait 13 groupes de 4 équipes au premier tour qualification, dont les 2 meilleurs de chaque groupe et les deux meilleurs situés troisième position étaient qualifiés pour le tour élite. Le tour élite est divisé en 7 groupes de 4, et les gagnants de chaque groupe se qualifient pour les finales, rejoignant l'équipe tchèque, qui est automatiquement qualifiée en tant que pays hôte.

## Groupe 1
| Équipe               | MJ | V | N | D | BP | BC | Pts |
| -------------------- | -- | - | - | - | -- | -- | --- |
| Portugal             | 3  | 3 | 0 | 0 | 5  | 2  | 9   |
| Biélorussie          | 3  | 2 | 0 | 1 | 8  | 3  | 6   |
| République d'Irlande | 3  | 1 | 0 | 2 | 4  | 4  | 3   |
| Andorre              | 3  | 0 | 0 | 3 | 1  | 9  | 0   |

## Groupe 2
| Équipe         | MJ | V | N | D | BP | BC | Pts |
| -------------- | -- | - | - | - | -- | -- | --- |
| Hongrie        | 3  | 3 | 0 | 0 | 11 | 2  | 9   |
| Suisse         | 3  | 1 | 1 | 1 | 8  | 4  | 4   |
| Kazakhstan     | 3  | 1 | 0 | 2 | 3  | 13 | 3   |
| Pays de Galles | 3  | 0 | 1 | 2 | 3  | 6  | 1   |

## Groupe 3
| Équipe     | MJ | V | N | D | BP | BC | Pts |
| ---------- | -- | - | - | - | -- | -- | --- |
| Angleterre | 3  | 3 | 0 | 0 | 14 | 2  | 9   |
| Islande    | 3  | 2 | 0 | 1 | 6  | 6  | 6   |
| Belgique   | 3  | 1 | 0 | 2 | 6  | 6  | 3   |
| Roumanie   | 3  | 0 | 0 | 3 | 0  | 12 | 0   |

## Groupe 4
| Équipe     | MJ | V | N | D | BP | BC | Pts |
| ---------- | -- | - | - | - | -- | -- | --- |
| France     | 3  | 2 | 1 | 0 | 9  | 2  | 7   |
| Grèce      | 3  | 2 | 1 | 0 | 8  | 3  | 7   |
| Slovénie   | 3  | 1 | 0 | 2 | 3  | 3  | 3   |
| Luxembourg | 3  | 0 | 0 | 3 | 1  | 13 | 0   |

## Groupe 5
| Équipe        | MJ | V | N | D | BP | BC | Pts |
| ------------- | -- | - | - | - | -- | -- | --- |
| Espagne       | 3  | 1 | 2 | 0 | 3  | 1  | 5   |
| Albanie       | 3  | 1 | 1 | 1 | 2  | 3  | 4   |
| Serbie        | 3  | 1 | 1 | 1 | 5  | 3  | 4   |
| Liechtenstein | 3  | 0 | 2 | 1 | 0  | 3  | 2   |

## Groupe 6
| Équipe            | MJ | V | N | D | BP | BC | Pts |
| ----------------- | -- | - | - | - | -- | -- | --- |
| Israël            | 3  | 3 | 0 | 0 | 5  | 0  | 9   |
| Suède             | 3  | 2 | 0 | 1 | 5  | 2  | 6   |
| Finlande          | 3  | 1 | 0 | 2 | 3  | 3  | 3   |
| Macédoine du Nord | 3  | 0 | 0 | 3 | 1  | 9  | 0   |

## Groupe 7
| Équipe      | MJ | V | N | D | BP | BC | Pts |
| ----------- | -- | - | - | - | -- | -- | --- |
| Lituanie    | 3  | 1 | 2 | 0 | 7  | 3  | 5   |
| Arménie     | 3  | 1 | 2 | 0 | 3  | 2  | 5   |
| Pologne     | 3  | 1 | 2 | 0 | 6  | 1  | 5   |
| Saint-Marin | 3  | 0 | 0 | 3 | 0  | 10 | 0   |

## Groupe 8
| Équipe   | MJ | V | N | D | BP | BC | Pts |
| -------- | -- | - | - | - | -- | -- | --- |
| Norvège  | 3  | 3 | 0 | 0 | 6  | 1  | 9   |
| Pays-Bas | 3  | 2 | 0 | 1 | 5  | 4  | 6   |
| Lettonie | 3  | 1 | 0 | 2 | 2  | 4  | 3   |
| Géorgie  | 3  | 0 | 0 | 3 | 1  | 5  | 0   |

## Groupe 9
| Équipe     | MJ | V | N | D | BP | BC | Pts |
| ---------- | -- | - | - | - | -- | -- | --- |
| Turquie    | 3  | 2 | 1 | 0 | 5  | 1  | 7   |
| Danemark   | 3  | 1 | 1 | 1 | 2  | 1  | 4   |
| Bulgarie   | 3  | 1 | 1 | 1 | 1  | 2  | 4   |
| Îles Féroé | 3  | 0 | 1 | 2 | 1  | 5  | 1   |

## Groupe 10
| Équipe          | MJ | V | N | D | BP | BC | Pts |
| --------------- | -- | - | - | - | -- | -- | --- |
| Slovaquie       | 3  | 3 | 0 | 0 | 9  | 2  | 9   |
| Chypre          | 3  | 1 | 1 | 1 | 4  | 7  | 4   |
| Autriche        | 3  | 1 | 0 | 2 | 2  | 4  | 3   |
| Irlande du Nord | 3  | 0 | 1 | 2 | 2  | 4  | 1   |

## Groupe 11
| Équipe      | MJ | V | N | D | BP | BC | Pts |
| ----------- | -- | - | - | - | -- | -- | --- |
| Ukraine     | 3  | 3 | 0 | 0 | 6  | 1  | 9   |
| Moldavie    | 3  | 1 | 1 | 1 | 2  | 2  | 4   |
| Azerbaïdjan | 3  | 1 | 1 | 1 | 2  | 3  | 4   |
| Écosse      | 3  | 0 | 0 | 3 | 0  | 4  | 0   |

## Groupe 12
| Équipe             | MJ | V | N | D | BP | BC | Pts |
| ------------------ | -- | - | - | - | -- | -- | --- |
| Russie             | 3  | 3 | 0 | 0 | 11 | 2  | 9   |
| Allemagne          | 3  | 2 | 0 | 1 | 15 | 5  | 6   |
| Bosnie-Herzégovine | 3  | 0 | 1 | 2 | 3  | 11 | 1   |
| Estonie            | 3  | 0 | 1 | 2 | 3  | 14 | 1   |

## Groupe 13
| Équipe     | MJ | V | N | D | BP | BC | Pts |
| ---------- | -- | - | - | - | -- | -- | --- |
| Italie     | 3  | 3 | 0 | 0 | 8  | 2  | 9   |
| Croatie    | 3  | 2 | 0 | 1 | 6  | 4  | 6   |
| Monténégro | 3  | 1 | 0 | 2 | 5  | 5  | 3   |
| Malte      | 3  | 0 | 0 | 3 | 0  | 8  | 0   |

## Tour élite
Les deux meilleures équipe de chaque groupe ainsi que la meilleure équipe classée troisième rejoignent les équipes disposant des trois meilleures coefficients pour entamer le tour élite. Celui-ci propose sept groupes de quatre équipes et joue entre avril et mai.

### Groupe 1
| Équipe      | MJ | V | N | D | BP | BC | Pts |
| ----------- | -- | - | - | - | -- | -- | --- |
| Angleterre  | 0  | 0 | 0 | 0 | 0  | 0  | 0   |
| Biélorussie | 0  | 0 | 0 | 0 | 0  | 0  | 0   |
| Pologne     | 0  | 0 | 0 | 0 | 0  | 0  | 0   |
| Serbie      | 0  | 0 | 0 | 0 | 0  | 0  | 0   |

### Groupe 2
| Équipe   | MJ | V | N | D | BP | BC | Pts |
| -------- | -- | - | - | - | -- | -- | --- |
| Portugal | 2  | 2 | 0 | 0 | 8  | 1  | 6   |
| Hongrie  | 2  | 1 | 1 | 0 | 4  | 3  | 4   |
| Lituanie | 2  | 0 | 1 | 1 | 3  | 5  | 1   |
| Chypre   | 2  | 0 | 0 | 2 | 1  | 7  | 0   |

### Groupe 3
| Équipe      | MJ | V | N | D | BP | BC | Pts |
| ----------- | -- | - | - | - | -- | -- | --- |
| Bulgarie    | 3  | 3 | 0 | 0 | 5  | 1  | 9   |
| Biélorussie | 3  | 2 | 0 | 1 | 5  | 4  | 6   |
| Pologne     | 3  | 1 | 0 | 2 | 4  | 5  | 3   |
| Serbie      | 3  | 0 | 0 | 3 | 0  | 4  | 0   |

### Groupe 4
| Équipe    | MJ | V | N | D | BP | BC | Pts |
| --------- | -- | - | - | - | -- | -- | --- |
| Allemagne | 1  | 1 | 0 | 0 | 2  | 0  | 3   |
| Slovaquie | 1  | 0 | 1 | 0 | 1  | 1  | 1   |
| Croatie   | 1  | 0 | 1 | 0 | 1  | 1  | 1   |
| Albanie   | 1  | 0 | 0 | 1 | 0  | 2  | 0   |

### Groupe 5
| Équipe   | MJ | V | N | D | BP | BC | Pts |
| -------- | -- | - | - | - | -- | -- | --- |
| Russie   | 0  | 0 | 0 | 0 | 0  | 0  | 0   |
| Grèce    | 0  | 0 | 0 | 0 | 0  | 0  | 0   |
| Pays-Bas | 0  | 0 | 0 | 0 | 0  | 0  | 0   |
| Moldavie | 0  | 0 | 0 | 0 | 0  | 0  | 0   |

### Groupe 6
| Équipe | MJ | V | N | D | BP | BC | Pts |
| ------ | -- | - | - | - | -- | -- | --- |
| Italie | 0  | 0 | 0 | 0 | 0  | 0  | 0   |
| France | 0  | 0 | 0 | 0 | 0  | 0  | 0   |
| Suède  | 0  | 0 | 0 | 0 | 0  | 0  | 0   |
| Suisse | 0  | 0 | 0 | 0 | 0  | 0  | 0   |

### Groupe 7
| Équipe  | MJ | V | N | D | BP | BC | Pts |
| ------- | -- | - | - | - | -- | -- | --- |
| Espagne | 1  | 1 | 0 | 0 | 3  | 1  | 3   |
| Turquie | 1  | 1 | 0 | 0 | 2  | 1  | 3   |
| Arménie | 1  | 0 | 0 | 1 | 1  | 2  | 0   |
| Ukraine | 1  | 0 | 0 | 1 | 1  | 3  | 0   |